# جوناس هيلر
جوناس هيلر هو لاعب هوكي الجليد سويسري، ولد في 12 فبراير 1982 في Wolhusen ‏ في سويسرا.

## وصلات خارجية
- جوناس هيلر على موقع دوري الهوكي الوطني (الإنجليزية)
- جوناس هيلر على موقع الدوري الأمريكي لهوكي الجليد (الإنجليزية)
- جوناس هيلر على موقع EliteProspects.com (الإنجليزية)
- جوناس هيلر على موقع Eurohockey.com (الإنجليزية)
- جوناس هيلر على موقع HockeyDB.com (الإنجليزية)
- جوناس هيلر على موقع أوليمبيديا (الإنجليزية)